# 141. pehotna divizija (ZDA)
141. pehotna divizija (izvirno angleško 141st Infantry Division) je bila fantomska pehotna divizija Kopenske vojske ZDA.

## Zgodovina
Divizija je bila ustanovljena v okviru operacije Fortitude.